# Злой Дух (группа)
«Злой Дух» — российская рэп-группа из Казани, образованная в 1997 году.
Состав группы неоднократно менялся, при этом бессменным участником проекта всегда оставался лидер группы и автор всех слов и музыки — Вадим «Злой» Ибрагимов. В первом альбоме его напарником по группе был Дмитрий «Дух» Завалишин, во втором «Духа» сменил Радик «Раак» Мужиков, в третьем «Раака» сменил Линар «Добрый» Ризванов, а четвёртый альбом представляет собой сольный альбом «Злого».
Было выпущено четыре альбома. В 1998 году был выпущен дебютный альбом «Выход в…», характерной чертой которого стали социальные темы и мрачная музыка в стиле хардкор-рэп. В 2003 году был выпущен второй альбом «800 км», в 2004 году — третий альбом «Старый альбом», а в 2005 году — четвёртый альбом «Путь пацана».

## История

### Злой и Дух
Вадим Ибрагимов («Злой») и Дмитрий Завалишин («Дух») вместе выросли в одном дворе и учились в одном классе школы в Казани, позже вместе работали на заводе и на стройке. Впервые с хип-хопом они познакомились в 1992 году после просмотра видеоклипов на британском спутниковом телеканале Super Channel, транслируемым телекомпанией «Эфир». Подростки стали подражать дуэту Kris Kross, надев на себя одинаковые клетчатые рубашки на роспуск, бейсболки, джинсы и высокие фирменные кроссовки Reebok, которые они могли себе позволить, зарабатывая деньги своими руками.
Летом 1994 года они познакомились с Радиком Мужиковым («Раак») на его выпускном. Весной 1995 года Вадим ушёл служить в армию на два года, Радик поступил в ВУЗ, а Дмитрий собрал бригаду и ушёл в строительство. Во время службы в морском флоте в Санкт-Петербурге Вадим покупал аудиокассеты с рэпом у питерских «пиратов», и через год привёз в Казань коллекцию из 500 кассет. В это время Радик познакомился со старой казанской рэп-группой «Буран». В апреле 1997 года Вадим вернулся из армии и вместе с Дмитрием создал рэп-команду. По словам «Раака», Злой «будто сорвался с цепи, текста пёрли из него, как патроны из Калашникова, буквально за два дня он записал пару тем, а за ними было решено создать группу». За названием далеко идти не пришлось, имена участников идеально легли на концепцию группы. Изначально Вадим звал себя «ICE-Men», но после армии взял себе новый псевдоним — «Злой». Дмитрий подобрал себе аббревиатуру «I.D.», но позже «Раак» и «Злой» придумали ему новый псевдоним — «Дух», поскольку в тот момент он был увлечён спиритизмом и всякими невидимыми мирами. В качестве стиля группы был выбран хардкор-рэп, а тематикой песен была выбрана дворовая эстетика, но в отличие от других русских рэп-групп они избежали копирования западных гангстерских реалий и говорили о том, творится в обыденной жизни.
После пробных записей Казанский филиал студии «Союз» предложил сотрудничество. В своей статье от 2005 года «Дух» рассказал о записи первых двух песен, «Подставленный» и «Дури нет»:
В какой-то момент Вадим предложил скинуться деньгами и отправится в студию, благо связи и опыт работы в студии был у наших тогда новых знакомых из группы «Буран» — Тайма (Тимур) и Мартина (Марат). Как помню, запись двух треков стоила тогда немалых денег — 300 рублей. Был день весенний, было это в ночь с 26 на 27 апреля. На сведение этих двух треков у нас тогда, к счастью, не хватило ни времени, ни денег. Собственно тогда Злой по чистой случайности вышел на «Европу плюс», где при студии работал профессиональный казанский аранжировщик, композитор Оскар Усманов, известный человек среди татарских исполнителей и слушателей. После того, как треки были сведены, Оскар, предложил сотрудничество и запись полного дебютного альбома. Мы не совсем поверили в это, но когда в студии появился директор студии «Союз», когда нам на руки дали копию контракта для ознакомления (который так и не был подписан), мы себя почувствовали, мягко говоря, на седьмом небе.
«Злому» и «Духу» приходилось совмещать работу на стройке с работой по вечерам в студии. Альбом был полностью записан к весне 1998 года. После долгого совместного решения, под завершение записи первого альбома в группу был принят третий человек — «Раак», который принял участие в записи трёх треков: «Сироты», «Серые дни» и невошедший в альбом трек «Лето». Также не была записана песня «Сон», к которой уже была готова музыка и припев оперной певицы.
Дебютный альбом «Выход в…» был выпущен в 1998 году на местном филиале студии «Союз». В записи альбома приняли участие местные казанские рэперы Raak, «Сантифик», «Тима Газу» и «Торнадо». Музыку для альбома создал Вадим «Злой» Ибрагимов при участии диджея «Тима Газу» и гитариста Оскара Усманова («Ночь (Rmx)»). Альбом был выпущен тиражом в 500 экземпляров, 450 из которых купил сам «Злой» и раздал друзьям. По словам Духа, слово «Дух» в названии группы в первом альбоме было написано латиницей по инициативе Радика, который считал такое написание более креативным («Злой Dooh»).

### Злой и Раак
После выхода альбома «Дух» покинул группу. Такое решение он принял после первого выступления в Нижнем Новгороде, когда понял, что занимается не своим делом. Его место занял «Раак». «Злой Дух» активно выступал в клубах Казани. Приходили приглашения из других городов. На этом пути «Злой Дух» познакомился с единомышленниками из других городов. В конце 1999 года было образовано хип-хоп-объединение «Бурлаки на Волге», в которое вошли четыре команды: «Злой Дух» (Казань), «Буран» (Казань), «Белые братья» (Чебоксары) и «Типичный ритм» (Нижний Новгород). 27 ноября 1999 года группа выступила с песней «Река» на фестивале Rap Music в «МДМ».
В 2000 году шла плодотворная работа над записью второго альбома. Группа записала совместный трек с группой Каста — «К солнцу», вошедший в альбом «Объединённой Касты» «В полном действии». По словам «Злого», «Влади называл эту тему номером один в альбоме». Главный редактор портала Rap.ru, Андрей Никитин, назвал эту песню «настоящей бомбой для того времени» и «одним из андеграунд-хитов сезона». В 2000 году к команде присоединился третий участник — Макс из чебоксарской команды «Одержимые». В таком составе группа «Злой Дух» выступила на московском фестивале Adidas Streetball Challenge 8 сентября 2000 года. 20 декабря 2000 года группа выступила с песней «За забором» на фестивале Rap Music, но снова не заняла там призового места. Юрий Яроцкий из газеты «Коммерсантъ» написал о выступлении группы:
Сразу заинтриговал коллектив из Казани «Злой дух» — трое короткостриженных мускулистых ребят в тренировочных штанах, как будто сошедших со страниц скандальных публикаций десятилетней давности о подростковом терроре в столице Татарии. Если, подумалось, и может существовать настоящий русский «гангста-рэп», то выглядеть он должен только так. Но «Злой дух» рассказал публике не о казанской оргпреступности, а о чём-то возвышенном, причём очень невнятно и совсем безнадёжно скучно. Такими же безнадёжно скучными оказались и остальные конкурсанты.
1 сентября 2001 года группа выступила с песней «За забором» на фестивале Adidas Streetball Challenge на площади Революции в Москве. В конце октября фирма «Квадро-диск» выпустила видеокассету с записью выступлений ведущих рэп-команд страны на акции Adidas Streetball Challenge-2001. 26 декабря 2001 года на лейбле «Квадро-диск» при поддержке подлейбла «Неотстой продакшн» был переиздан дебютный альбом «Выход в…». Были добавлены 3 бонус-трека, записанные в 2000 году. Позже «Неотстой продакшн» опубликовал новость о том, что группа не получила денег с его продаж, а также результатов самих продаж. По мнению белорусской «Музыкальной газеты», альбом получился мрачным и злым. В 2002 году Макс в силу большого расстояния между городами покинул группу.
8 апреля 2003 года на лейбле RAP Recordz был выпущен второй альбом — «800 км». По словам «Злого», запись второго альбома длилась 5 лет. Альбом был записан в период с 1998 по 2002 год. В записи альбома приняли участие рэперы «Ю.Г.», «Карандаш», D.O.B., «Тайм» (из группы «Буран»), «Белые братья» (Эл Который, Мухамор и Ленин), Макс, «Типичный ритм» (Фэнс и Вальтер), Nonamerz (Dime и Dr. N-Drey) и местные казанские рэперы Shureen, «Димон», «Сантифик» и «Славец». Музыку для альбома создал Вадим «Злой» Ибрагимов. По словам исполнительного продюсера лейбла RAP Recordz, альбом был продан в количестве 10 тысяч аудиокассет, которые в то время были основным носителем. Альбом был переиздан 15 июля 2004 года и вышел под серией «Хип-хоп-коллекция». Дистрибуцией переиздания альбома занималась компания «Монолит».
В июне 2003 года к хип-хоп-объединению «Бурлаки на Волге» присоединилась команда «Солдаты бетонной лирики». Поводом для этого стал трек «Волга», записанный Капой совместно с группами «Белые братья» и «Типичный ритм». Осенью 2004 года был записан совместный трек Капы со Злым — «Казань-Самара», который был впервые презентован на концерте «Злого Духа» (Злой и Раак) в Доме культуры имени Дзержинского в Самаре 7 ноября. Трек увидел свет в альбоме «Путь пацана» (2005).

### Злой и Добрый
В 2002 году «Раак» стал отцом и хип-хоп как хобби отошло у него на второй план. Так в группе появился третий участник — Линар Ризванов («Добрый»). Вместе с ним «Злой» записал новый альбом. 25 марта 2004 года на лейбле RAP Recordz был выпущен третий по счёту альбом — «Старый альбом». В записи альбома приняли участие рэперы «Наглый порыв души» (Чебоксары), «Стимул» (Чебоксары), Sat (Краснодар), «Фэнс» (Нижний Новгород), «Бурлаки на Волге» и местные казанские рэперы «Татарик», «Мангуст», «Порыв Ветра», а также «Раак» («Интро»). Музыку для альбома создал Вадим «Злой» Ибрагимов. По словам «Злого», альбом получил такое название, потому что в нём много старых идей, воплощённых в реальность лишь недавно, а также есть пять старых треков.
18 мая 2003 года группа «Злой Дух» выступила в качестве гостей на четвёртом международном хип-хоп-фестивале «Кофемолка» в Чебоксарах.
В апреле 2004 года был создан лейбл «Злой Дух Фамилия», призванный найти и объединить молодые таланты Казани. Была открыта студия звукозаписи «Злой Звук Rec», на которой записывались артисты лейбла. 7 декабря 2004 года был издан сборник объединения «Злой Дух Фамилия» — «Тяжесть Волги». «Раак» снова вернулся к активной деятельности группы.

### Злой
20 октября 2005 года был выпущен сольный альбом «Злого» «Путь пацана» от имени группы «Злой Дух». В записи альбома приняли участие рэперы «Капа» (Самара), «Карандаш», «Ю.Г.», «Смоки Мо» и местные казанские рэперы «Злой Дух Фамилия», «Оригинал ЗДФ», «Клещ», «Добрый» и «Фомич». Музыку для альбома создал Вадим «Злой» Ибрагимов. По словам «Злого», название альбома — это его жизнь, то, через что он прошёл и через что предстоит пройти.
В 2005 году в интервью для портала Rap.ru на вопрос об искренности в текстах «Злой» ответил следующим образом:
Искренен на все 100. Мои треки — это моя жизнь и всё, что с ней связано, плюс фантазия (я имею в виду песни типа «Гладиаторов» и так далее). Искренность — важный фактор, зачем писать то, чего нет на самом деле. Молодёжь до сих пор пишет про пистолеты, какие они крутые, а на деле — забитые подростки, которых щемят каждый день. Это и грустно и смешно.
В 2010 году Вадим Ибрагимов дал интервью порталу «Молодёжь Татарстана», где сообщил о том, что группа не распалась и работает над новым альбомом, однако «в последнее время не так много времени на музыку, да и желание заниматься неблагодарным делом становится всё меньше». Артист добавил, что на сегодняшний день в состав команды «З.Д.» входит он и Евгений Клещев, он же «Дядя Клещ», а остальные участники «по разным причинам покинули команду, да и музыку тоже».
22 апреля 2020 года на лейбле slushai music вышел сборник неизданных песен казанской хардкор-рэп-группы «Злой Дух» под названием «Неизданное», в который вошло 70 треков: демо-версии, оригинальные версии, рекламные промо-ролики, гостевые участия и записи живых выступлений с 1998 по 2014 год. Среди гостей в сборнике появились Bad Balance (Шеff, Купер и Al Solo), «Каста», «Ю.Г.», Da B.O.M.B., «Белые братья», «Типичный ритм», «25/17», «Район моей мечты» и другие.
В 2020 году рэп-группа «Злой Дух» была упомянута в статье «Музыкальная жизнь Казани» некоммерческой организации «Институт Музыкальных Инициатив» как артист с татарстанской пропиской, получивший широкую известность в последние три десятилетия.

## Участники
- Злой — лидер, основатель и идейный вдохновитель группы «Злой Дух». Автор всех слов и музыки[3]. Настоящее имя — Вадим Ибрагимов. Родился 6 октября 1976 года. Во время записи первого альбома работал каменщиком[5][24]. Женат на Ольге, имеет дочь Эвелину (2001)[3].
- Раак — участник команды «Злой Дух», который вошёл в состав сразу после выхода дебютного альбома, и заменил ушедшего тогда Духа. По словам Злого, Раак написал всего пару куплетов[3]. Настоящее имя — Радик Мужиков. Родился 5 ноября 1977 года. Окончил Казанский национальный исследовательский технический университет по специальности «программист» в 2000 году. В прошлом работал менеджером по продаже компьютеров[24].
- Дух — основатель группы «Злой Дух». Если бы не он, то коллектив «Злой Дух» имел бы другое название. В 1998 году сразу после выхода дебютного альбома покинул группу. Настоящее имя — Дмитрий Завалишин[5].
- Макс — участник команды «Злой Дух» (2000—2001).
- Добрый — участник команды «Злой Дух» (2004). Настоящее имя — Линар Ризванов. Окончил Казанский государственный университет по специальности «журналист»[24].

## Критика
В 2004 году главный редактор портала Rap.ru, Андрей Никитин, подытожил, что «Старый альбом» придётся по вкусу поклонникам творчества «Злого Духа», ведь «Злой не обманул их ожиданий, не изменив стилю и записав фирменный „злой“ альбом».
В 2007 году главный редактор портала Rap.ru, Андрей Никитин, поместил альбомы «800 км» и «Путь пацана» в список главных альбомов русского рэпа.
В 2015 году портал Rap.ru сравнил старое творчество «Злого Духа» с тем, что сейчас делает «Рем Дигга» — «злые зарисовки о жизни провинции без прикрас».
В 2018 году портал Rap.ru назвал альбом «Выход в…» крепкой остросоциальной пластинкой от людей, которые понимали, о чём говорят.

### Рейтинги
В 2004 году альбом «800 км» занял пятое место в номинации «Лучший альбом 2003 года» на первой ежегодной церемонии Hip-Hop.Ru Awards 2003 по результатам голосования пользователей сайта Hip-Hop.Ru.
В 2005 году альбом «Старый альбом» занял 13 место в номинации «Лучший хип-хоп-альбом 2004 года» на второй ежегодной церемонии Hip-Hop.Ru Awards 2004 по результатам голосования пользователей сайта Hip-Hop.Ru.
В 2006 году альбом «Путь пацана» занял 10 место в номинации «Лучший хип-хоп-альбом 2005 года» на третьей ежегодной церемонии Hip-Hop.Ru Awards 2005 по результатам голосования пользователей сайта Hip-Hop.Ru.

## Дискография
Студийные альбомы
- 1998 — «Выход в…» («Союз»)
- 2003 — «800 км» (RAP Recordz)
- 2004 — «Старый альбом» (RAP Recordz)
- 2005 — «Путь пацана» (RAP Recordz)

Переиздания
- 2001 — «Выход в…» («Квадро-диск»)
- 2004 — «800 км» (серия «Хип-хоп-коллекция») (RAP Recordz)

Компиляции
- 2006 — «MP3 коллекция» (RAP Recordz)
- 2020 — «Неизданное» (slushai music) (интернет-релиз)

В составе других групп
- 2004 — «Тяжесть Волги» (в составе группы «Злой Дух Фамилия») (ZDF Media)

Чарты и ротации
С 2003 по 2004 год песни «За забором», «На фоне темноты», «Сыны своей страны_1», «Бурлаки на Волге» и «Болезнь» группы «Злой Дух» прозвучали в хип-хоп-передаче «Фристайл» на «Нашем Радио».

## Фильмография
- 2019 — Документальный фильм BEEF: Русский хип-хоп